# Scydmaenus conspicuus
Scydmaenus conspicuus é uma espécie de insetos coleópteros polífagos pertencente à família Scydmaenidae.
A autoridade científica da espécie é Schaum, tendo sido descrita no ano de 1859.
Trata-se de uma espécie presente no território português.